# Verraad in Duindijke
Verraad in Duindijke is het achtste stripverhaal uit de reeks van De Geuzen. Het is geschreven door Willy Vandersteen en verscheen in 1989.

## Personages
In dit verhaal spelen de volgende personages mee:
- Hannes, Veerle, Tamme, oude kameraad, Lumey (opperbevelhebber van geuzenvloot), Mary (huishoudster), Berthold Marken, bezoekers kroeg, stadswacht, scheepsjongen, kastelein, kapitein Oldenveld en watergeuzen, Spaanse soldaten, Cristóbal Faldez (garnizoenscommandant), dienstmeid, Miguel, Wilfried Steinler (huursoldaat), Pieter Tijler (verwant van Veerle), Maldor (kluizenaar).

## Locaties
Dit verhaal speelt zich af op de volgende locaties:
- Dover (Engeland), haven, The Galleon (kroeg), herberg, Duindijke, vervallen scheepswerf, torenruïne, woning met geheime gang, Antwerpen.

## Het verhaal
Hannes en Tamme zijn in opdracht van Lumey naar Dover gevaren en ontmoeten een oude strijdmakker. Ze vertellen dat ze Berthold Marken zoeken, hij had een spionageopdracht in Brussel. Hij is niet komen opdagen en er zijn berichten dat hij in Dover is. In een kroeg wil een vrouw de beurs van Berthold stelen en een gevecht begint. Berthold ontkomt en hoort dat Hannes en Tamme met de geuzen slot Loevestein hebben veroverd. Berthold vertelt dat Spanje een invasie van Engeland beraamd. Er is een gezant naar Elizabeth I gestuurd om te dwingen de geuzenvloot uit Dover te verjagen. De gezant heeft de aantekeningen van Berthold gevonden en ligt op de bodem van de Noordzee. Mary luistert het gesprek af.
Berthold vertelt dat hij een persoonlijke reden heeft om niet naar Brussel te gaan, zoals werd verwacht van hem. Hij houdt van de weduwe Gelline Kermans en redde haar van straatschuimers. Hij heeft haar ten huwelijk gevraagd en ze zal voor de winter antwoorden, eerder wil hij niet vertrekken. Hannes vertelt dat hij over twee dagen toch mee moet met het schip 'De Stormvogel', maar Berthold verzet zich. Dan komt een scheepsjongen met een brief, Gelline wijst een huwelijk af. Mary gaat naar een herberg en waarschuwt de kastelein, die een spion voor de Spanjaarden is. Het gezelschap vertrekt met 'De Stormvogel', maar al snel dagen twee Spaanse galjoenen op. Oldenveld kan ontkomen aan de 'Esperanza' en 'El Rayo' en ze kunnen de 'Esperanza' tot zinken brengen. Dan 'El Rayo' aan en kapitein Oldenberg wordt gedood en het schip wordt tot ontploffing gebracht. 
Hannes, Tamme en Berthold kunnen zich in veiligheid brengen en komen ter hoogte van Duindijke op het strand. Ze verbergen zich in de duinen en Berthold wordt verzorgd. Hannes legt uit dat de haven van Duindijke is verzand. Spaanse soldaten bezetten het strand en slachten de overlevenden af. Hannes, Tamme en Berthold verbergen zich in het wrak van een sloep. De Spaanse soldaten vluchten als ze de bel van het pest-spook horen. Hannes ontmoet de figuur, die vertelt dat er een luik in het ruim van het wrak is. Via een geheime gang komen ze bij de woning van de figuur en in een kelder vinden ze veel geraamtes. Hannes gaat alleen de woning binnen en Hannes vermoedt dat de lijken in de kelder van een torenruïne lagen. 
De figuur doet de mantel af en de vrouw vertelt dat de pest heerste. Pestlijders werden uitgestoten en hun aankomst werd met een bel aangekondigd. Ze moesten in de vuurtoren wonen, maar de baljuw liet hen opsluiten in de toren toen de plaag erger werd. De ingang werd dichtgemetseld en volgens een legende waren hun geesten 's nachts door de duinen. De geheime gang is later door smokkelaars aangelegd. De vrouw legt uit dat haar man is gesneuveld op de Mookerheide en sindsdien zorgt ze voor vluchtelingen die naar Engeland willen. Ze speelt soms voor pestspook. Hannes haalt Tamme en Berthold en dan wordt ontdekt dat de dame Gelline is. Berthold wordt verzorgd en Gelline hoort wat er allemaal is gebeurd. Gelline gaat naar een dienstmeid van Faldez om inlichtingen te vragen en hoort dat de stadspoorten worden bewaakt. Op het strand zijn ruiters, Berthold kan de stad niet ongezien verlaten.
Gelline wordt lastiggevallen door Spanjaarden en ze volgen haar tot vlak bij haar huis. Berthold komt haar te hulp en doodt een Spanjaard, hij verstopt het lijk in drijfzand. Als Miguel lang wegblijft, gaan andere soldaten op zoek en ondervragen Gelline. Dan verschijnt Tamme als het pestspook en de mannen slaan op de vlucht. Gelline vertelt dat over enige dagen een wijnschip zal arriveren. De Spaansgezinde handelaar mag de haven in en uit en Hannes stuurt Tamme naar huis. Veerle heeft een verwant in Antwerpen en die heeft het bevel over de galei 'De Blauwvoet'. Het wijnschip moet gekaapt worden en de geuzen moeten dan de wijnvaten afleveren. Berthold moet aan boord gesmokkeld worden in een leeg wijnvat. Tamme denkt dat ze worden afgeluisterd, maar hij ontdekt niemand. Gelline zorgt ervoor dat Tamme buiten de stadspoort wordt opgewacht door iemand met een paard. De volgende dag slaat Tamme eerst een Spaanse soldaat neer die wijn afpakt van een jongen, hierdoor zet Faldez een prijs op het hoofd van Berthold. 
Berthold vraagt Gelline of hij niet nog een kans kan krijgen, maar ze weigert. Dan hoort ook Hannes een geluid en strooit ze as uit over de vloer. 's Ochtends gaat hij kijken en ziet hij voetsporen in de as. Hij ontdekt een deur achter een kast en vindt een schuilplaats, maar wordt neergeslagen. Berthold komt te hulp en slaat de onbekende neer, maar dan vertelt Gelline dat het een Zwitserse huursoldaat is. Ze verloor haar hart aan de vijand. Wilfried ontdekte dat een Spaans officier vals speelde en werd tot een tweegevecht uitgedaagd. Wilfried won, maar moest vluchten en Gelline verborg hem. Ze willen trouwen en naar de Nieuwe Wereld vertrekken, maar hebben geen geld voor de overtocht.
Tamme brengt Veerle en Maldor op de hoogte en ze vertrekken naar Antwerpen. Ze gaan naar 'De Blauwvoet' en ontmoeten Pieter Tijler. Ze vallen de wijnschuit aan en zonder tegenstand kunnen ze enteren. De mannen worden gespaard als ze zullen roeien en een vrijgeleide voor Duindijke bezorgen. De schipper weigert en wordt gekielhaald. Na de tweede keer belooft hij een vrijgeleide te bezorgen en Veerle en Tamme vertrekken met enkele mannen naar de haven van Duindijke. De vracht wordt gelost en lege vaten worden geladen. In het huis van Gelline nemen Hannes en Berthold afscheid. Ze klimmen in de lege vaten en worden weggebracht naar de haven. Wilfried vertelt Gelline dat hij geld heeft gevonden. Hij kan nu met Gelline naar de Nieuwe Wereld, maar Gelline hoort het geluid van schoten. Wilfried vertelt dan dat hij Faldez over Berthold heeft verteld en Gelline wil vluchten. In een handgemeen gaat een schot af en Wilfried sterft, Gelline verliest het bewustzijn.
De geuzen lopen door het verraad van Wilfried in een hinderlaag bij een verlaten scheepswerf. Het paard wordt gedood en twee geuzen sterven. Berthold is opnieuw gewond geraakt en wordt door Tamme naar Gelline gebracht. Veerle en Hannes houden de Spanjaarden tegen en kunnen ontkomen. Hannes kan Faldez tegenhouden en ze komen de woning van Gelline binnen. Gelline vertelt over het verraad en een beschieting van het huis begint. Berthold hoopt op een nieuwe kans, maar Gelline vraagt om tijd haar verdriet te verwerken. Pieter Tijler merkt dat er iets mis is en stuurt een sloep naar het strand. De Spanjaarden gooien een granaat door de schoorsteen van het huis en er breekt brand uit. Via de geheime gang vlucht het gezelschap naar het strand. Gelline wordt neergeschoten, maar het gezelschap kan in de sloep komen. De galei begint met beschietingen en doodt Faldez. Een chirurgijn verzorgt de gewonden aan boord en Berthold vertelt Gelline dat hij haar na een tijdje opnieuw zal vragen zijn vrouw te worden. Berthold gaat aan boord van een vissersschuit om het dossier aan Lumey te overhandigen. 
De zeven jagers ·
De ekster op de galg ·
Flodderbes, de heks ·
De rattenvanger ·
Soetkin, de waanzinnige ·
Onheil boven Damme ·
Strijd om slot Loevestein ·
Verraad in Duindijke ·
De nacht van de satanszoon ·
De wildeman van Gaasbeek